# Wilhelm Gohl (Jurist)
Wilhelm Gohl (* 17. Dezember 1926 in Birkenfeld) ist ein ehemaliger deutscher Richter.

## Leben
Gohl wurde 1951 zum Doktor der Rechte promoviert. Während der Prozesse gegen das Sozialistische Patientenkollektiv 1972 und 1973 war er Vorsitzender Richter am Landgericht Karlsruhe. Unter anderem seine Rolle während des Prozesses wurde in der Dokumentation SPK Komplex (2018) von Gerd Kroske beleuchtet, die auch ein Interview mit Gohl enthält.
Von 1986 bis 1991 war Gohl Präsident des Oberlandesgerichts Karlsruhe. 1992 wurde ihm das Große Verdienstkreuz mit Stern der Bundesrepublik Deutschland verliehen. 

## Werke
- Die Gewähr der Selbstverwaltung nach dem Grundgesetz, Freiburg im Breisgau, 1951.
- Die Präsidenten von 1803 bis 1945. Oberhofrichter und Oberlandesgerichtspräsidenten von 1803–1945. In: Werner Münchbach (Hrsg.): Festschrift 200 Jahre Badisches Oberhofgericht, Oberlandesgericht Karlsruhe. Müller, Heidelberg 2003.